# Малта на Летњим олимпијским играма 2024.
Малта је учествовала на Летњим олимпијским играма 2024. у Паризу, од 26. јула до 11. августа 2024. Нацију представља петоро спортиста у 4 спорта.

## Учесници по спортовима
| Спорт      | Мушкарци | Жене | Укупно |
| ---------- | -------- | ---- | ------ |
| Атлетика   | 1        | 0    | 1      |
| Пливање    | 1        | 1    | 2      |
| Стрељаштво | 1        | 0    | 1      |
| Џудо       | 0        | 1    | 1      |
| 4 спорта   | 3        | 2    | 5      |

## Атлетика
| Атлетичарка | Дисциплина     | Квалификације | Квалификације | Финале   | Финале  |
| Атлетичарка | Дисциплина     | Резултат      | Пласман       | Резултат | Пласман |
| ----------- | -------------- | ------------- | ------------- | -------- | ------- |
| Бепе Грило  | Мушкарци 100 м |               |               |          |         |

## Пливање
| Пливач(ица)  | Дисциплина              | Група    | Група   | Полуфинале        | Полуфинале        | Финале            | Финале            |
| Пливач(ица)  | Дисциплина              | Време    | Пласман | Време             | Пласман           | Време             | Пласман           |
| ------------ | ----------------------- | -------- | ------- | ----------------- | ----------------- | ----------------- | ----------------- |
| Кајл Микалеф | Мушкарци, 50 м слободно | 22.89    | 41      | Није се пласирао  | Није се пласирао  | Није се пласирао  | Није се пласирао  |
| Саша Гат     | Жене, 1500 м слободно   | 17:00.54 | 16      | Није се пласирала | Није се пласирала | Није се пласирала | Није се пласирала |

## Стрељаштво
| Стрелац         | Дисциплина | Квалификације | Квалификације | Финале           | Финале           |
| Стрелац         | Дисциплина | Резултат      | Пласман       | Резултат         | Пласман          |
| --------------- | ---------- | ------------- | ------------- | ---------------- | ---------------- |
| Ђанлука Четкути | Мушки трап | 116           | 29            | Није се пласирао | Није се пласирао |

## Џудо
| Џудисткиња       | Дисциплина  | Прва рунда          | Друга рунда        | Четвртина финала   | Полуфинале         | Репесаж            | Финале / БМ        | Финале / БМ       |
| Џудисткиња       | Дисциплина  | Противник Резултат  | Противник Резултат | Противник Резултат | Противник Резултат | Противник Резултат | Противник Резултат | Пласман           |
| ---------------- | ----------- | ------------------- | ------------------ | ------------------ | ------------------ | ------------------ | ------------------ | ----------------- |
| Катрина Еспозито | Жене –48 кг | Баасанкху ИЗГ 00–10 | Није се пласирала  | Није се пласирала  | Није се пласирала  | Није се пласирала  | Није се пласирала  | Није се пласирала |